# سب‌النبی
سب‌النبی به معنی توهین و اهانت به پیامبر است. این امر براساس قوانین مجازات اسلامی ایران با اعدام مجازات می‌شود.

## واژه شناسی
سب در لغت به معنی دشنام دادن، نفرین کردن و اهانت است. در کتاب ترمینولوژی حقوق دکتر لنگرودی نیز در تعریف سب گفته‌است: «سبّ یعنی دشنام و بدگویی با جملات انشایی و آن عبارت است از ذکر الفاظ یا نوشته‌های ناخوش به کسی به قصد تحقیر و اهانت به صورت هجو و غیر آن. مجرم را سابّ گویند. از بزه‌های ضد شرف و عرض است. مجنی‌علیه را مسبوب گویند شتم نیز سبّ است. سبّ از مصادیق ایذاء است. سبّ نبی، کبیره است».

## جرم شناسی
براساس قوانین مجازات اسلامی ایران:
هر کس به مقدسات اسلام یا هر یک انبیاء یا ائمه طاهرین (ع) یا حضرت صدّیقه طاهره (س) اهانت نماید، اگر مشمول حکم سابّ النبی باشد، اعدام می‌شود و در غیر این صورت به حبس از یک تا پنج سال محکوم خواهد شد.— ماده ۵۱۳، قانون مجازات اسلامی ایران